# Сарайбурну
41°01′02″ пн. ш. 28°59′10″ сх. д. / 41.01714° пн. ш. 28.98605° сх. д.
Сарайбурну (тур. Sarayburnu — палацовий мис); — мис, що відокремлює затоку Золотий Ріг і Мармурове море в Стамбулі, Туреччина. На ньому розташовані відомі палац Топкапи та парк Гюльхане. Сарайбурну розташовано в історичній частині Стамбула і включений в список Світової спадщини ЮНЕСКО в 1985 році..

## Історія
Перше поселення на території сучасного мису Сарайбурну виникло близько 6600 року до Р. Х. і відноситься до епохи неоліту Проіснував близько тисячі років, воно було змито внаслідок підвищення рівня моря; цілком можливо, що поселенці перемістилися вглиб континенту. Знайдені під час розкопок на мисі предмети мали багато спільного із знахідками, виявленими в інших районах північно-західної Туреччини. 
Інше поселення на Сарайбурну, що називалося Лігос (грец. Λυγός), було засновано фракійськими племенами між XIII і XI століттями до Р. Х., як і сусідня Семістра, що згадується в записах у Плінія Старшого. Сьогодні про Лігос нагадують лише кілька стін та залишки фундаментів, які збереглися поруч із сучасним палацом Топкапи, побудованим в XV столітті османськими султанами.
У 667 році до Р. Х. грецькі переселенці з Мегар (місто біля Афін) на чолі зі своїм царем Бізантом заснували тут місто Візантій. На місці сучасного палацу Топкапи ними був побудований акрополь . Ще раніше, в 680 році до Р. Х. мегарейці заснували на анатолійському березі Босфора місто Халкедон (сучасний район Кадикьой).
В період античності в районі мису Сарайбурну існували дві природні гавані — Просфоріон і Неоріон — врізалися в берегову лінію Золотого Рогу (зараз це територія Сіркеджі та Еміненю), через які мис був помітнішим. Згодом мис став місцем стику двох міських (морських) стін, що відокремлювали місто від моря. За часів Візантійської імперії мис називали Агіос-Дімітріос (грец. Άγιος Δημήτριος — Святий Димитрій).
У 1871 році, в ході будівництва залізниці міські мури на мисі Сарайбурну були частково знесені, проте в деяких місцях вони до цих пір залишаються недоторканими — особливо поблизу палацу Топкапи.

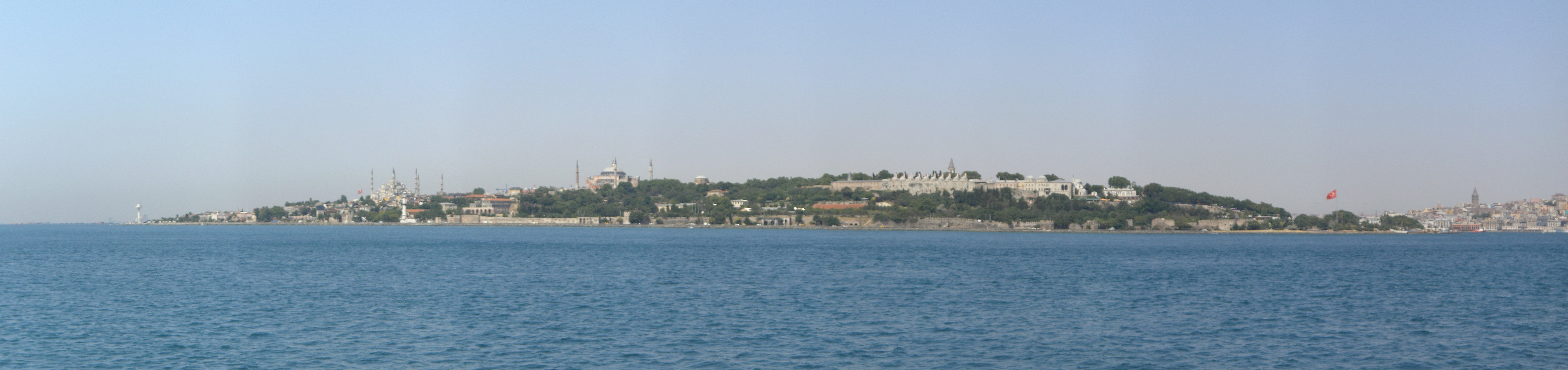
Зліва направо: мечеть Султанахмет, собор Святої Софії. Далі на самому мисі Сарайбурну: палац Топкапи і стародавні морські стіни; праворуч далеко видніється Галатська вежа.